# Bartolomeo Gottifredi
Bartolomeo Gottifredi (Piacenza, circa 1500 – circa 1570) è stato un letterato italiano.

## Biografia
Di origini nobili, nel 1531 ottenne l'autorizzazione a svolgere la mansione di notaio, ma optò per una carriera militare negli eserciti imperiali.
In ottimi rapporti con Anton Francesco Doni e Lodovico Domenichi, con i quali conservò un fito scambio epistolare anche quando essi si trasferirono in altre città, divenne membro dell'Accademia degli Ortolani.
Gottifredi, a causa della sua professione, viaggiò e soggiornò in numerose località in Italia e in Europa, dalla Provenza all'Ungheria, però nel 1544 rientrò nella sua città natale, dove trovò una prestigiosa occupazione presso Pier Luigi Farnese.
La sua carriera letteraria fu costituita dalle Rime, presenti nelle antologie petrarchesche del Cinquecento, da una operetta intitolata Amor santo delle monache, e soprattutto dello Specchio d'Amore.
Questa operetta, stampata nel 1542 e ripubblicata, cinque anni dopo, in una nuova versione impreziosita da un intervento aggiuntivo del Doni, venne dedicata a Sforza Secondo Sforza, conte di Borgonuovo.
Lo Specchio d'Amore fu definita da Giuseppe Zonta «la più bella arte d'amore del Cinquecento, dopo la Raffaella del Piccolomini», e il Gottifredi fu giudicato dal Salza «uno scapigliato pieno di arguzia e vivacità, penentrantissimo conoscitore del cuore femminile e del costume di quel secolo».
Lo Specchio d'Amore è un libretto brillante e acuto, incentrato sul colloquio fra Maddalena, giovane e ingenua, e la sua scaltra domestica, Coppina. Quest'ultima, piano piano, riesce ad instillare nel cuore della sua padrona un sentimento di amore per il giovane Fortunio, che è un suo fervente ammiratore e spasimante. Gli insegnamenti dettati dalla serva si rivelano smaliziati ma mai osceni o volgari, ma anzi impreziositi da un velo ironico e da una composizione semplice e comunicativa.
L'operetta Amor santo delle monache, invece, è infarcita di riferimenti osceni riguardanti i peccati di lussuria delle religiose, ispirati agli scritti di Pietro Aretino.
Gli scritti di Gottifredi si possono collocare nell'ambito della scuola petrarchesca del Cinquecento, sia per lo stile sia per il linguaggio, però si diversificarono e si caratterizzarono per un gusto mitologico e dell'amore concreto e sensuale.